# Єпархія Зела
Єпархія Зела (на лат.: Dioecesis Zelitena) — закрита кафедра Константинопольського патріархату та титулярна кафедра католицької церкви.

## Історія
Зела, що відповідає місту Зіле на території сучасної Туреччини, — стародавнє єпископство римської провінції Геленопонт у цивільній єпархії Понт. Вона входила до Константинопольського патріархату і була суфраганом архієпископства Амасеї. Місце знаходження задокументовано в Notitiae Episcopatuum патріархату до ХІІ століття.
Є кілька документованих єпископів цієї стародавньої візантійської єпархії. Перший — Іраклій, який брав участь у Анкірській раді в 314 р.; його ім'я також зустрічається серед отців, які брали участь у першому Вселенському соборі, що відбувся в Нікеї в 325 році. Ближче до середини IV століття відомий аріанський єпископ Бітінікій, який входив до групи східних єпископів, які відмовилися від Сардикського собору (343/344) і підписали арійську формулу віри на альтернативному соборі, що відбувся в Філіпополі; єпископ на ім’я Бітінікій, але не вказуючи, де він належить, також взяв участь у синоді в Гангрі, датування якого, досі невідоме, знаходиться між 340 і 360 роками.
Два єпископи відомі з V століття: Аттик, який був присутній на Халкедонському соборі в 451 році; та Іперехіон, який підписав у 458 році лист єпископів Еленопонта до імператора Лева I після вбивства Протерія Александрійського.
Георгій був присутній на соборі в Трулло в 692 році. Костянтин входить до числа єпископів, які були присутні на другому Нікейському соборі 787 року. Павло нарешті брав участь у соборі 879-880 рр., який реабілітував Константинопольського патріарха Фотія; цього єпископа можна ототожнити з анонімним прелатом, згаданим у синодальному листі самого Фотія, написаному між листопадом 877 і вереснем 886 року.
З {VIII століття Зела зараховується до титульних єпископських престолів Католицької Церкви; місце було вакантним з 7 липня 1964 року. Останнім його власником був Хосе Марія Гарсія Лахігера, єпископ -помічник Мадрида.

## Хронотаксис

### Грецькі єпископи
- Іраклій † (до 314 - після 325)
  - Бітінік † (до 340 - після 343/344 ) (аріанський єпископ)
- Аттик † (згадується в 451 р.)
- Гіперехіон † (згадується в 458 р.)
- Георгій † (згадується в 692 р.)
- Костянтин † (згадується 787 р.)
- Павло † (згадується 879 р.)
- Анонім † (згадується між 877 і 886 роками)

### Титулярні єпископи
- Етьєн П'єр Лесерре † (25 вересня 1753 р . - ? звільнився)
- Франциско Сан-Андрес, OSH † (2 жовтня 1758 - 20 січня 1766 помер)
- Джованні Девоті † (26 березня 1804 — 29 травня 1804 призначений титулярним архієпископом Карфагену)
- Антон Каучіц † (23 вересня 1805 — 24 серпня 1807 призначений єпископом Любляни)
- Жан-Луї Флоранс, O.S.A. † (помер 2 жовтня 1807 - 14 грудня 1814)
- Джузеппе Марія Пеццелла, OSA † (23 червня 1828 - близько 1830 змінив єпископа Кальві і Теано)
- Пітер Поль Лефевер † (помер 23 липня 1841 - 4 березня 1869)
- Мануель Марія Леон Гонсалес-і-Санчес † (28 січня 1876 — 22 червня 1877 призначений єпископом Хаена)
- П'єр-Ноель-Жозеф Фукар, євродепутат † (помер 13 серпня 1878 - 31 березня 1889)
- Лоран Блеттері, O.S.A. † (2 вересня 1890 - 17 серпня 1891 пішов у відставку)
- Герман Йозеф Шмітц † (помер 25 серпня 1893 - 21 серпня 1899)
- Марі-Фелікс Шуле, депутат Європарламенту † (померла 21 лютого 1901 - 31 липня 1923)
- Василь Такач † (помер 20 травня 1924 - 13 травня 1948)
- Алехандро Айсон Олалія † (14 травня 1949 — 6 травня 1950 змінив єпископа Тугегарао)
- Хосе Марія Гарсія Лагігера † (17 травня 1950 — 7 липня 1964 призначений єпископом Уельви)

## Примітка
1. ↑  (англ.) The Princeton Encyclopedia of Classical Sites.
2. ↑   Jean Darrouzès, Notitiae episcopatuum Ecclesiae Constantinopolitanae. Texte critique, introduction et notes, Paris, 1981, indice p. 518, voce Zela.
3. ↑   A. Lambert, v. Bithynicus, in «Dictionnaire d'Histoire et de Géographie ecclésiastiques», vol. IX, Paris, 1937, col. 20.
4. ↑  (лат.) Concilium universale Chalcedonense. Volumen sextum, prosopographia et topografia, actorum calcedonensium et encycliorum indices, edidit Eduardus Schwartz, «Acta Conciliorum Oecumenicorum», II/6, Berlino-Lipsia 1938, p. 13 (Attikos 2 Zelon).
5. ↑  (лат.) Concilium universale Chalcedonense, volumen quintum: Collectio Sangermanensis, in «Acta Conciliorum Oecumenicorum», edidit Eduardus Schwartz, vol. II/5, Berlino-Lipsia 1936, pp. 84-86.
6. ↑  (лат.) Concilium Constantinopolitanum a. 691/2 in Trullo habitum, edidit Heinz Ohme, «Acta Conciliorum Oecumenicorum», series II, vol. II/1, Berlino-Boston 2013, p. 75, nº 116.
7. ↑   Jean Darrouzès, Listes épiscopales du concile de Nicée (787), in Revue des études byzantines, 33 (1975), p. 40.
8. ↑  (нім.) Paulos, «Prosopographie der mittelbyzantinischen Zeit», edizione online, nº 26305.
9. ↑  (нім.) Anonymus, «Prosopographie der mittelbyzantinischen Zeit», edizione online, nº 30655.

## Зовнішні посилання
- (англ.) La sede titolare su Catholic Hierarchy
- (англ.) La sede titolare su Gcatholic